# Cepec
Cepec ali cepe je staro kmečko orodje, ki se je uporabljalo za mlatenje žitaric po žetvi, da bi ločili zrnje od slame za nadaljnjo predelavo zrnja.
Cepec je sestavljen iz lesenega držala (ročaj ali ročnik), na katerega je s pomočjo gibljivega gradiva (večina usnje) goži, pritrjen krajši kos ogljatega iz grobo obdelanega trdega lesa cepič.
Mlatilo (od tod tudi ime mlatenje) se je na podih (gümlah), to so bili posebni prostori zraven hleva. Na sredini prostora je ležalo snopje okrog njega pa so stali mlatci s cepci in jih vrteli v zraku, po pravilnem taktu so z njimi udarjali po snopju, z udarci so istresali zrnje iz slame.
Gümle so bile tako zgrajene da so imele dvoje nasproti ležečih velikih vrat ki so jih pri mlatenju odprli, skozi njih je pihal veter in tako odstranjeval lupine zrnja, tako imenovane pleve.